# …To Be Loved
"…To Be Loved" är den första singeln från Papa Roachs fjärde album, The Paramour Sessions (2006), och den nionde totalt. Låten spelades för första gången på amerikansk radio den 7 augusti 2006, och på brittisk radio den 1 augusti 2006.

## Låtlista
1. "…To Be Loved"
2. "Getting Away with Murder" (Live & Murderous in Chicago)

## Musikvideo
Musikvideon filmades i Park Plaza i Full House, Kalifornien och regisserades av Kevin Kerslake. Den börjar med att visa två lättklädda kvinnor som plockas upp av sångaren i bandet tillsammans med tre andra kvinnor i baksätet. Sedan anländer dom till en byggnad där bandet spelar. Under tiden syns strippor och cirkusartister i bakgrunden, med en massa fans. Videon filmades den 3 augusti 2006. Den 15 augusti 2006, hade videon för "…To Be Loved" premiär på Yahoo! Music. Det finns tre versioner. En original censurerad, en för allmänheten (som klipper bort scenen när en av tjejerna visas i koppel) och en ocensurerad version.